# Kanadas Grand Prix 2022
Kanadas Grand Prix 2022, officiellt Formula 1 AWS Grand Prix Du Canada 2022, var ett Formel 1-lopp som kördes den 19 juni 2022 på Circuit Gilles Villeneuve i Montréal i Kanada. Loppet var det nionde loppet ingående i Formel 1-säsongen 2022 och kördes över 70 varv.
Max Verstappen vann loppet och utökade sin ledning i mästerskapet med ytterligare 25 poäng.

## Bakgrund

### Ställning i mästerskapet före loppet
| Pos. | Förare            | Poäng |
| ---- | ----------------- | ----- |
| 1    | Max Verstappen    | 150   |
| 2    | Sergio Pérez      | 129   |
| 3    | Charles Leclerc   | 116   |
| 4    | George Russell    | 99    |
| 5    | Carlos Sainz, Jr. | 83    |

| Pos. | Konstruktör      | Poäng |
| ---- | ---------------- | ----- |
| 1    | Red Bull         | 279   |
| 2    | Ferrari          | 199   |
| 3    | Mercedes         | 161   |
| 4    | McLaren-Mercedes | 65    |
| 5    | Alpine-Renault   | 47    |

- Notering: Endast de fem bästa placeringarna i vardera mästerskap finns med på listorna.

### Deltagare
Förarna och teamen var desamma som säsongens anmälningslista utan ytterligare förare för tävlingen.

### Däckval
Däckleverantören Pirelli tar med sig däckblandningarna C3, C4 och C5 (betecknade hårda, medium respektive mjuka) för stallen att använda under tävlingshelgen.

## Träningspassen
Tre träningspass under tävlingshelgen hölls, var och en varade i en timme. De två första träningspassen ägde rum den 17 juni, klockan 14:00 och 17:00 lokal tid (UTC−04:00). Det tredje träningspasset hölls kl. 13.00 lokal tid den 18 juni.

## Kvalet
Max Verstappen för Red Bull tog pole position följt av Alpine-föraren Fernando Alonso och Ferrari-föraren Carlos Sainz, Jr. Detta var första gången sedan Tysklands Grand Prix 2012 som Alonso kvalade in till det främsta startledet.
| Pos.                    | Nr. | Förare            | Konstruktör           | Kvaltider | Kvaltider | Kvaltider | Start- grid |
| Pos.                    | Nr. | Förare            | Konstruktör           | Q1        | Q2        | Q3        | Start- grid |
| ----------------------- | --- | ----------------- | --------------------- | --------- | --------- | --------- | ----------- |
| 1                       | 1   | Max Verstappen    | Red Bull              | 1:32,219  | 1:23,746  | 1:21,299  | 1           |
| 2                       | 14  | Fernando Alonso   | Alpine-Renault        | 1:32,277  | 1:24,848  | 1:21,944  | 2           |
| 3                       | 55  | Carlos Sainz, Jr. | Ferrari               | 1:32,781  | 1:25,197  | 1:22,096  | 3           |
| 4                       | 44  | Lewis Hamilton    | Mercedes              | 1:33,841  | 1:25,543  | 1:22,891  | 4           |
| 5                       | 20  | Kevin Magnussen   | Haas-Ferrari          | 1:32,957  | 1:26,254  | 1:22,960  | 5           |
| 6                       | 47  | Mick Schumacher   | Haas-Ferrari          | 1:33,707  | 1:25,684  | 1:23,356  | 6           |
| 7                       | 31  | Esteban Ocon      | Alpine-Renault        | 1:33,012  | 1:26,135  | 1:23,529  | 7           |
| 8                       | 63  | George Russell    | Mercedes              | 1:33,160  | 1:24,950  | 1:23,557  | 8           |
| 9                       | 3   | Daniel Ricciardo  | McLaren-Mercedes      | 1:33,636  | 1:26,375  | 1:23,749  | 9           |
| 10                      | 24  | Zhou Guanyu       | Alfa Romeo-Ferrari    | 1:33,692  | 1:26,116  | 1:24,030  | 10          |
| 11                      | 77  | Valtteri Bottas   | Alfa Romeo-Ferrari    | 1:33,689  | 1:26,788  | N/A       | 11          |
| 12                      | 23  | Alexander Albon   | Williams-Mercedes     | 1:34,047  | 1:26,858  | N/A       | 12          |
| 13                      | 11  | Sergio Pérez      | Red Bull              | 1:33,929  | 1:33,127  | N/A       | 13          |
| 14                      | 4   | Lando Norris      | McLaren-Mercedes      | 1:34,066  | Ingen tid | N/A       | 14          |
| 15                      | 16  | Charles Leclerc   | Ferrari               | 1:33,008  | Ingen tid | N/A       | 191         |
| 16                      | 10  | Pierre Gasly      | Alpha Tauri           | 1:34,492  | N/A       | N/A       | 15          |
| 17                      | 5   | Sebastian Vettel  | Aston Martin-Mercedes | 1:34,512  | N/A       | N/A       | 16          |
| 18                      | 18  | Lance Stroll      | Aston Martin-Mercedes | 1:35,352  | N/A       | N/A       | 17          |
| 19                      | 6   | Nicholas Latifi   | Williams-Mercedes     | 1:35,660  | N/A       | N/A       | 18          |
| 20                      | 22  | Yuki Tsunoda      | Alpha Tauri           | 1:36,575  | N/A       | N/A       | 201         |
| 107 %-gränsen: 1:38,674 |     |                   |                       |           |           |           |             |
| Källor:                 |     |                   |                       |           |           |           |             |

Noter
- ^1  – Charles Leclerc och Yuki Tsunoda var tvungna att starta loppet längst bak på startgridden för att ha överskridit sin kvot av motordelar.[9][10]

## Loppet
Max Verstappen för Red Bull vann loppet följt av Carlos Sainz, Jr. på andra plats och Lewis Hamilton på tredje plats.
| Pos.                                                               | Nr. | Förare            | Konstruktör           | Varv | Tid/Bröt    | Grid | Poäng |
| ------------------------------------------------------------------ | --- | ----------------- | --------------------- | ---- | ----------- | ---- | ----- |
| 1                                                                  | 1   | Max Verstappen    | Red Bull              | 70   | 1:36:21,757 | 1    | 25    |
| 2                                                                  | 55  | Carlos Sainz, Jr. | Ferrari               | 70   | +0,993s     | 3    | 192   |
| 3                                                                  | 44  | Lewis Hamilton    | Mercedes              | 70   | +7,006s     | 4    | 15    |
| 4                                                                  | 63  | George Russell    | Mercedes              | 70   | +12,313s    | 8    | 12    |
| 5                                                                  | 16  | Charles Leclerc   | Ferrari               | 70   | +15,168s    | 19   | 10    |
| 6                                                                  | 31  | Esteban Ocon      | Alpine-Renault        | 70   | +23,890s    | 7    | 8     |
| 7                                                                  | 77  | Valtteri Bottas   | Alfa Romeo-Ferrari    | 70   | +25,247s    | 11   | 6     |
| 8                                                                  | 24  | Zhou Guanyu       | Alfa Romeo-Ferrari    | 70   | +26,952s    | 10   | 4     |
| 9                                                                  | 14  | Fernando Alonso   | Alpine-Renault        | 70   | +29,945s3   | 2    | 2     |
| 10                                                                 | 18  | Lance Stroll      | Aston Martin-Mercedes | 70   | +38,222s    | 17   | 1     |
| 11                                                                 | 3   | Daniel Ricciardo  | McLaren-Mercedes      | 70   | +43,047s    | 9    |       |
| 12                                                                 | 5   | Sebastian Vettel  | Aston Martin-Mercedes | 70   | +44,245s    | 16   |       |
| 13                                                                 | 23  | Alexander Albon   | Williams-Mercedes     | 70   | +44,893s    | 12   |       |
| 14                                                                 | 10  | Pierre Gasly      | Alpha Tauri           | 70   | +45,183s    | 15   |       |
| 15                                                                 | 4   | Lando Norris      | McLaren-Mercedes      | 70   | +52,145s4   | 14   |       |
| 16                                                                 | 6   | Nicholas Latifi   | Williams-Mercedes     | 70   | +59,978s    | 18   |       |
| 17                                                                 | 20  | Kevin Magnussen   | Haas-Ferrari          | 70   | +68,180s    | 5    |       |
| RET                                                                | 22  | Yuki Tsunoda      | Alpha Tauri           | 47   | DNF         | 20   |       |
| RET                                                                | 47  | Mick Schumacher   | Haas-Ferrari          | 18   | DNF         | 6    |       |
| RET                                                                | 11  | Sergio Pérez      | Red Bull              | 7    | DNF         | 13   |       |
| Snabbaste varvet: Carlos Sainz, Jr., (Ferrari), 1:15,749 (varv 63) |     |                   |                       |      |             |      |       |
| Källor:                                                            |     |                   |                       |      |             |      |       |

Noter
- ^2  – Inkluderar en extra poäng för snabbaste varv.
- ^3  – Fernando Alonso slutade sjua, men tilldelades ett femsekundersstraff efter loppet för att ha gjort mer än en riktningsändring för att försvara en position.[12]
- ^4  – Lando Norris tilldelades ett femsekundersstraff för fortkörning i pitlane. Hans slutliga position påverkades inte av straffet.[12]

### Ställning i mästerskapet efter loppet
| Pos. | Förare            | Poäng |
| ---- | ----------------- | ----- |
| 1 ▬  | Max Verstappen    | 175   |
| 2 ▬  | Sergio Pérez      | 129   |
| 3 ▬  | Charles Leclerc   | 126   |
| 4 ▬  | George Russell    | 111   |
| 5 ▬  | Carlos Sainz, Jr. | 102   |

| Pos. | Konstruktör      | Poäng |
| ---- | ---------------- | ----- |
| 1 ▬  | Red Bull         | 304   |
| 2 ▬  | Ferrari          | 228   |
| 3 ▬  | Mercedes         | 188   |
| 4 ▬  | McLaren-Mercedes | 65    |
| 5 ▬  | Alpine-Renault   | 57    |

- Notering: Endast de fem bästa placeringarna i vardera mästerskap finns med på listorna.